# Milo Manara
Milo Manara (født Maurilio Manara den 12. september 1945 i Luson, Italien) er en italiensk tegner, især berømt for sine erotiske tegneserier.

## Hæder
- 1978: Yellow Kid og Skabelon:Interlanguage link for italiensk kunstner[1]
- 1995: U Giancu's Prize, International Cartoonists Exhibition
- 1998: Harvey Awards: indskrevet i Jack Kirby Hall of Fame[2]
- 2004: Eisner Award, med forskellige kusntnere for Best Anthology, for The Sandman: Endless Nights[3]